# Acuerdo de crédito germano-soviético (1939)
El acuerdo de crédito germano-soviético (también conocido como el acuerdo de comercio y crédito germano-soviético) fue un acuerdo económico entre la Unión Soviética y la Alemania nazi por el cual la Unión Soviética recibió un crédito de aceptación de doscientos millones de reichsmarks durante siete años con una tasa de interés efectiva del 4,5 por ciento. La línea de crédito debía utilizarse durante los dos años siguientes para la adquisición de bienes de capital (equipos de fábrica, instalaciones, maquinaria y herramientas, buques, vehículos y otros medios de transporte) en Alemania y se pagaría mediante envío de material soviético desde 1946 en adelante. El acuerdo económico fue el primer paso hacia la mejora de las relaciones entre la Unión Soviética y Alemania. Al día siguiente del acuerdo de crédito, la Unión Soviética lanzó a sus fuerzas fronterizas contra las de Japón, en una exitosa campaña militar de cuatro semanas en el Lejano Oriente. El Pacto Ribbentrop-Mólotov fue firmado cuatro días después del acuerdo de crédito. El acuerdo comercial germano-soviético de 1939 renació las relaciones económicas nazis y soviéticas y fue ajustado y ampliado con un acuerdo comercial más extenso en febrero de 1940 y en enero de 1941 con el acuerdo fronterizo y comercial. Los envíos alemanes a los soviéticos llegaron tarde y no proporcionaron todo lo que se prometió cuanto más cerca llegaba la fecha de la Operación Barbarroja. Los soviéticos cumplieron sus obligaciones hasta la fecha hasta la invasión, intentando evitar la provocación de Alemania. Todos estos acuerdos se terminaron cuando Alemania invadió la Unión Soviética en junio de 1941, en violación de los tratados entre los dos países. El comercio soviético con Alemania en el período previo a la invasión terminó proporcionando a los alemanes muchos de los recursos que necesitaban para su invasión de la Unión Soviética.

## Antecedentes

### Comercio tradicional y comercio pre-nazi
Alemania carece de recursos naturales, incluyendo varias materias primas clave necesarias para las operaciones económicas y militares. 
Desde finales del siglo XIX, se basó en gran medida en las importaciones rusas de tales materiales. Antes de la Primera Guerra Mundial, Alemania importaba 1500 millones de reichsmarks de materias primas y otros bienes al año de Rusia.  Tales importaciones cayeron bruscamente después de la Primera Guerra Mundial. 
A principios de la década de 1930, las importaciones soviéticas disminuyeron a medida que el régimen estalinista más aislacionista afirmó el poder y la disminución de la adhesión a los requisitos de desarme del Tratado de Versalles disminuyó la dependencia de Alemania de las importaciones soviéticas.

### Deterioro de las relaciones
El ascenso al poder del Partido Nazi aumentó las tensiones entre Alemania y la Unión Soviética, con la ideología racial nazi convirtiendo a la Unión Soviética como poblada de eslavos étnicos "untermenschen" gobernados por sus maestros "bolcheviques judíos".A pesar de las crecientes tensiones, a mediados de la década de 1930, la Unión Soviética hizo esfuerzos repetidos para restablecer contactos más estrechos con Alemania, los cuales fueron rechazados por Hitler, que deseaba mantenerse alejado de esos lazos políticos.
Las relaciones disminuyeron aún más en 1936, cuando Alemania apoyó a los bando nacional anticomunista en la Guerra Civil Española, mientras que los soviéticos apoyaron al bando republicano parcialmente socialista, mientras que Alemania y Japón entraron en el Pacto Antikomintern y las grandes purgas soviéticas interrumpieron la diplomacia soviética

### Necesidades económicas de finales de los años 30
A finales de la década de 1930, debido a que un enfoque económico autárquico o una alianza con Reino Unido eran imposibles, Alemania necesitaba establecer relaciones más estrechas con la Unión Soviética, aunque no solo por razones económicas. Alemania carecía de suministros clave, como petróleo y alimentos, minerales metálicos y caucho, para los cuales dependía del suministro o el tránsito soviético, y tuvo que mirar a Rusia y Rumania. Además, las necesidades alimentarias de Alemania seguirían creciendo si conquistaba naciones que también eran importadoras netas de alimentos. Las importaciones soviéticas de granos ucranianos o los transbordos soviéticos de soja manchuria podrían compensar el déficit.Mientras tanto, la Unión Soviética necesitaba, a corto plazo, equipo militar y diseños de armas para fortalecer el debilitado Ejército Rojo y la Armada Roja. La red de transporte soviética estaba terriblemente subdesarrollada, con carreteras que se acercaban a la inexistencia y las líneas ferroviarias ya se extendían a sus límites.
Después de la Anschluss a mediados de 1938, la reconciliación económica fue obstaculizada por la tensión política y la creciente vacilación de Hitler para tratar con la Unión Soviética. Sin embargo, las necesidades alemanas de suministros militares y las necesidades soviéticas de maquinaria militar aumentaron después de los Acuerdos de Múnich.

## Negociaciones

### Negociaciones tempranas sobre economía y otros temas
En octubre de 1938, Alemania comenzó a presionar para la expansión de las relaciones económicas entre los dos países y presentó un plan a los soviéticos el 1 de diciembre de 1938. Stalin, sin embargo, no estaba dispuesto a vender su posición de negociación económica cada vez más fuerte por el pequeño precio que Hitler estaba entonces dispuesto a ofrecer. Los soviéticos estaban dispuestos a entablar conversaciones sobre una nueva oferta alemana en febrero y marzo de 1939 en Moscú. Alemania puso fin a las conversaciones a mediados de marzo. Pocos días después, Alemania ocupó Checoslovaquia y luego la región de Klaipėda (Memel), haciendo una guerra alemana con Polonia mucho más probable.

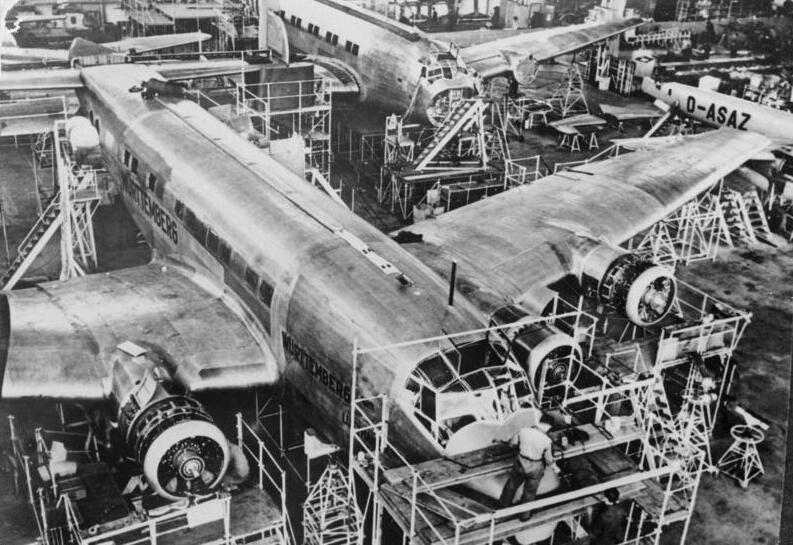
Noventa aviones Ju 90 alemanes desarrollados y utilizados por Lufthansa, 1938.

Alemania y la Unión Soviética discutieron la posibilidad de entrar en un acuerdo económico a principios de 1939. Durante la primavera y el verano de 1939, los soviéticos negociaron un pacto político y militar con Francia y el Reino Unido, y al mismo tiempo conversaron con funcionarios alemanes sobre un posible acuerdo político soviético-alemán.  El 7 de abril, el diplomático soviético Gueorgui Astájov declaró al Ministerio de Relaciones Exteriores alemán que no tenía sentido continuar la lucha ideológica germano-soviética y que los dos países podían llegar a un acuerdo. Diez días más tarde, el embajador soviético Alekséi Merekálov se reunió con el secretario de Estado alemán Ernst Weizsacker y le presentó una nota solicitando la rápida eliminación de cualquier obstáculo para el cumplimiento de los contratos militares firmados entre Checoslovaquia y la Unión Soviética antes de que esta fuera ocupada por Alemania. Según los reportes alemanes, al final de la discusión, el embajador declaró que "no existe para Rusia ninguna razón por la que no debería vivir con nosotros en condiciones normales. Y de lo normal las relaciones podrían ser cada vez mejores ". 
Otras fuentes afirman que podría ser una exageración o recuento inexacto de las palabras del embajador. Inmediatamente después de la reunión, el embajador soviético fue retirado a Moscú y nunca regresó a Alemania.
La probabilidad de guerra aumentó la producción militar tanto en Alemania como en la Unión Soviética. El tercer plan quinquenal de los soviéticos requeriría nuevas infusiones masivas de tecnología y equipo industrial. Mientras tanto, el gasto militar alemán aumentó al 23% del producto nacional bruto en 1939. Los planificadores alemanes en abril y mayo de 1939 temían que el cese del comercio sueco redujera los suministros claves de mineral de hierro.  Sin los suministros soviéticos, se estimó que Alemania tendría que encontrar sustitutos de aproximadamente 165.000 toneladas de manganeso y casi 2 millones de toneladas de petróleo por año. 
Alemania ya se enfrentó a una grave escasez de caucho debido a la negativa británica y holandesa a comerciar. 
Además de la dependencia de importaciones de grasas y aceites domésticos, otros problemas alimentarios surgieron de la escasez de mano de obra en el sector agrícola que requirió el trabajo de escolares y estudiantes. El 8 de mayo, funcionarios alemanes estimaron que Alemania tenía reservas de petróleo para solo 3,1 meses.
En el contexto de las discusiones económicas adicionales, el 17 de mayo Astájov dijo a un funcionario alemán que él quería reafirmar "en detalle que no había conflictos en la política exterior entre Alemania y la Rusia soviética y que por lo tanto no había ninguna razón para cualquier enemistad entre los dos países." Tres días después, el 20 de mayo, Mólotov dijo al embajador alemán en Moscú que ya no quería discutir solo cuestiones económicas, y que era necesario establecer una "base política", cosa que los funcionarios alemanes vieron como una "invitación implícita" y una "convocación virtual a un diálogo político". 
El 26 de mayo, los funcionarios alemanes temieron que un resultado potencialmente positivo ocurriese de las conversaciones soviéticas sobre las propuestas del Reino Unido y Francia. El 30 de mayo, Alemania mandó a sus diplomáticos en Moscú que "ahora hemos decidido emprender negociaciones definidas con la Unión Soviética". Las discusiones subsiguientes se canalizaron a través de la negociación económica, porque las necesidades económicas de las dos partes eran sustanciales y porque las conexiones militares y diplomáticas cercanas habían sido cortadas a mediados de los años 30 después de la creación del Pacto Antikomintern y de la Guerra Civil Española, dejando estas conversaciones como el único medio de comunicación.

### Señales mixtas

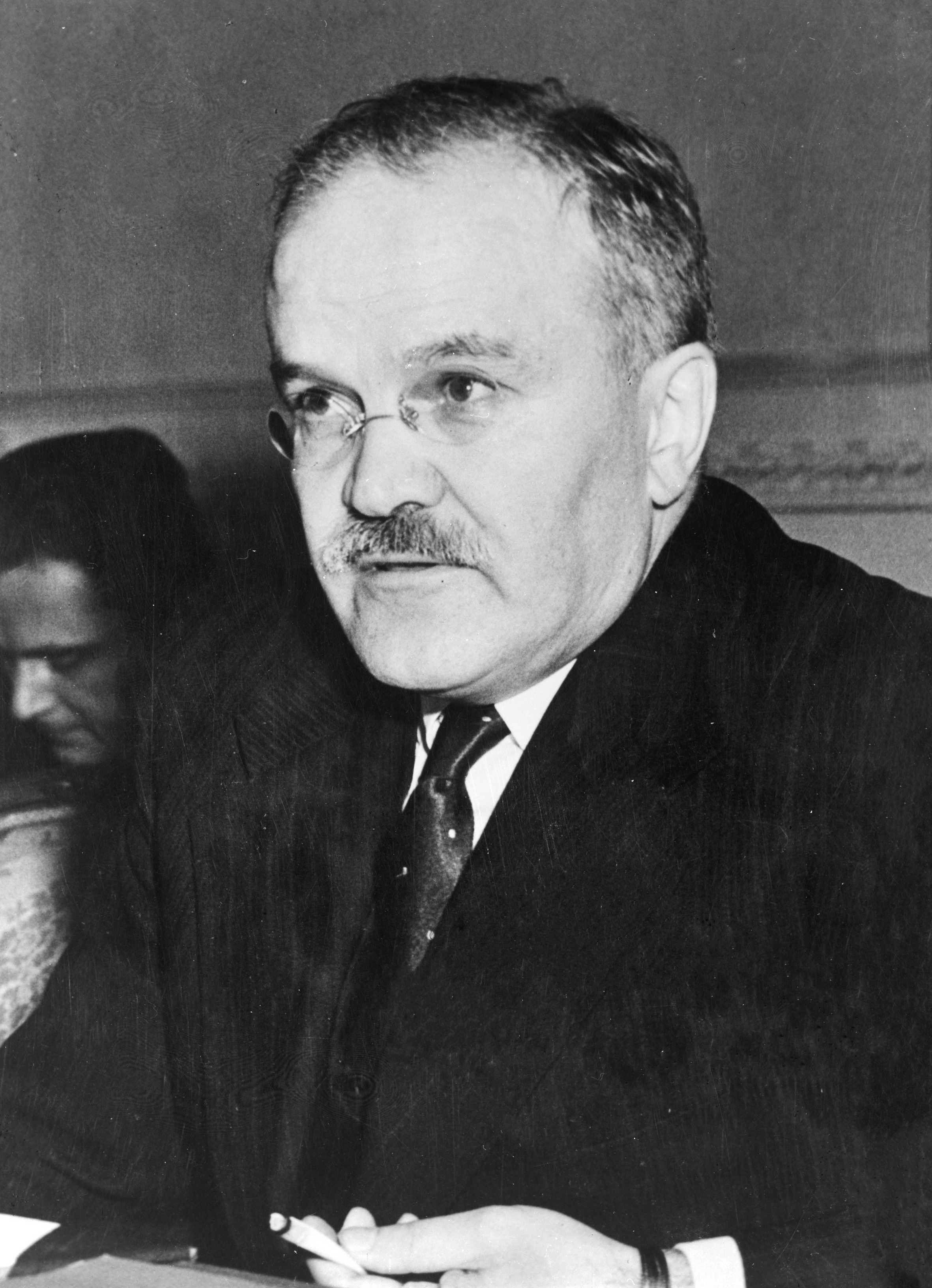
Viacheslav Mólotov.

Los soviéticos enviaron señales mixtas a partir de entonces. El 31 de mayo, el discurso de Mólotov parecía positivo, mientras que el 2 de junio, el Comisario soviético de Comercio Exterior Anastás Mikoyán dijo a un funcionario alemán que Moscú "había perdido todo interés en estas negociaciones [económicas] como resultado de la dilación alemana anterior". El 15 de junio, el embajador soviético sostuvo una discusión con el embajador búlgaro en Berlín, Purvan Draganov, que sirvió como intermediario no oficial para las negociaciones con los alemanes. 
El embajador soviético explicó que un acuerdo con Alemania se ajustaba mejor a las necesidades soviéticas que un trato con el Reino Unido y Francia o negociaciones concluyentes que no daban resultado. Draganov informó rápidamente al Ministerio de Relaciones Exteriores alemán de la conversación. Siete días antes, los soviéticos habían acordado que un alto funcionario alemán llegaría a Moscú para continuar las negociaciones, que se produjeron en Moscú el 3 de julio. Posteriormente, se iniciaron las conversaciones oficiales el 22 de julio en Berlín.
Mientras tanto en julio, con la esperanza de detener la máquina de guerra alemana, el Reino Unido mantuvo conversaciones con Alemania sobre un posible plan para rescatar la deuda de la economía alemana al costo de mil millones de libras a cambio de que Alemania terminara su programa de armamento. La prensa británica rompió la historia y Alemania finalmente rechazó la oferta.

### Direccionamiento de hostilidades pasadas y finalización de los tratos
El 25 de julio, la Unión Soviética y Alemania estaban muy cerca de finalizar los términos de un acuerdo económico propuesto. 
El 26 de julio, durante la cena, los soviéticos aceptaron una agenda propuesta de tres etapas que incluía primero la agenda económica y "un nuevo arreglo que tomaba en cuenta los intereses políticos vitales de ambas partes". El 1 de agosto, los soviéticos plantearon dos condiciones antes de que comenzaran las negociaciones políticas: un nuevo tratado económico y el cese de los ataques antisoviéticos de los medios de comunicación alemanes.  Los alemanes aceptaron inmediatamente de acuerdo. Dos días más tarde, el ministro alemán de Relaciones Exteriores Joachim von Ribbentrop, esbozó un plan en el que los países aceptarían no intervenir en los asuntos de los demás y renunciaría a medidas destinadas a los intereses vitales de los demás y que "no existía ningún problema entre el Báltico y el mar Negro que no pudiese ser resuelto entre nosotros dos".

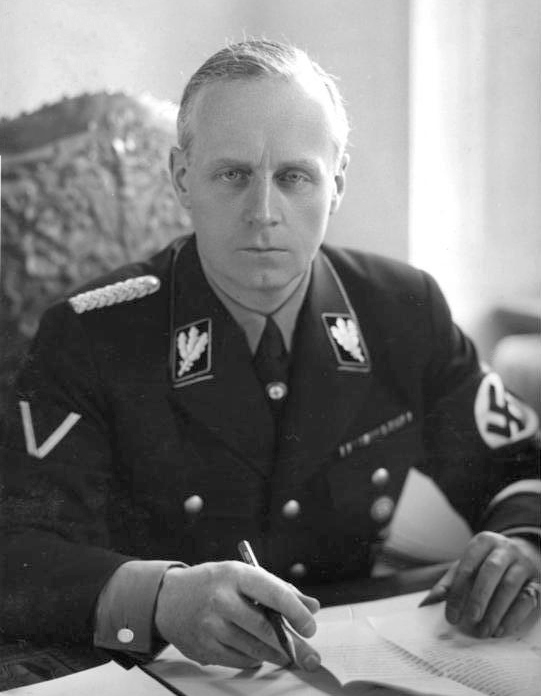
Joachim von Ribbentrop.

Los alemanes discutieron las hostilidades anteriores entre los países en los años treinta. Ellos se dirigieron a su terreno común de anticapitalismo, afirmando que "hay un elemento común en la ideología de Alemania, Italia y la Unión Soviética: la oposición a las democracias capitalistas", "ni nosotros, ni Italia tenemos nada en común con el occidente capitalista" y "nos parece poco natural que un estado socialista se mantenga del lado de las democracias occidentales". Los alemanes explicaron que su anterior hostilidad hacia el bolchevismo soviético había disminuido con los cambios en el Comintern y la renuncia soviética a una revolución mundial.  Astájov caracterizó la conversación como "extremadamente importante".
Como Alemania programó su invasión de Polonia el 25 de agosto y se preparó para la guerra con Francia, los planificadores de guerra alemanes en agosto estimaron que con un bloqueo naval británico esperado y la hostil Unión Soviética, Alemania no cumpliría con sus necesidades de movilización de guerra en 9,9 millones de toneladas de petróleo y 260.000 toneladas de manganeso. En ese momento, Alemania seguía importando el 20% de los alimentos, el 66% del petróleo y el 80% del caucho.  Poseía solo de dos a tres meses de caucho y de tres a seis meses de suministro de petróleo.  Debido al esperado bloqueo naval, la Unión Soviética se convertiría en el único proveedor de muchos artículos.
El 5 de agosto, los funcionarios soviéticos declararon que la conclusión del acuerdo de crédito comercial era crucial para futuras conversaciones políticas. El propio Hitler telefoneó para interrumpir las conversaciones económicas, presionando por un acuerdo. 
Para el 10 de agosto, los países elaboraron los últimos detalles técnicos menores, pero los soviéticos retrasaron la firma del acuerdo económico durante casi diez días hasta que estuvieron seguros de que también habían alcanzado un acuerdo político. El embajador soviético explicó que los soviéticos habían comenzado sus negociaciones británicas "sin mucho entusiasmo" en un momento en que sentían que Alemania no "llegaría a un entendimiento", y las conversaciones paralelas con los británicos no podían ser simplemente interrumpidas cuando habían sido iniciadas después de una "madura consideración". Mientras tanto, todos los estudios militares y económicos alemanes internos habían sostenido que Alemania estaba condenada a derrotar sin al menos la neutralidad soviética.  El Alto Mando de la Wehrmacht publicó un informe en el que Alemania solo podría estar a salvo de un bloqueo sobre la base de estrecha cooperación económica con la Unión Soviética.

## Trato germano-soviético

### Trato económico

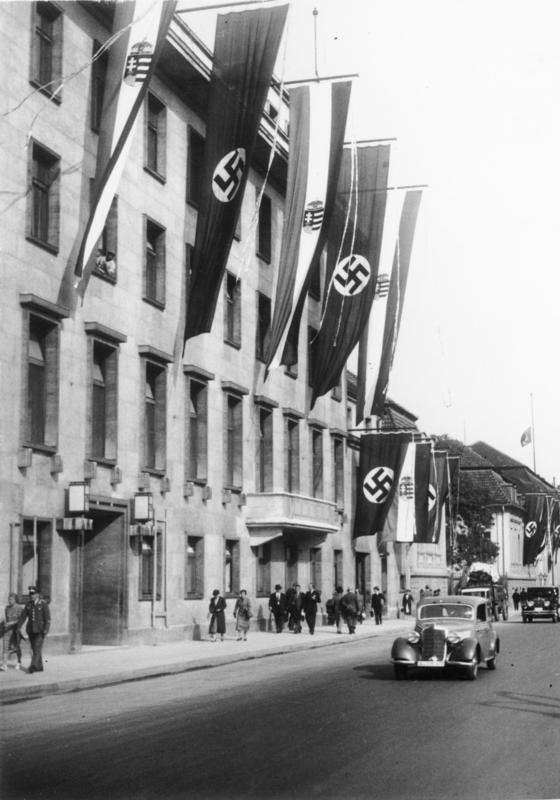
Cancillería del Reich de Berlín.

Mientras el tratado estaba listo a las 4 de la tarde del 19 de agosto, los soviéticos anunciaron que no podían firmarlo ese día, preocupando a los funcionarios alemanes de que los soviéticos se estaban retrasando por razones políticas. Cuando la Agencia de Telégrafos de la Unión Soviética publicó un informe de que las conversaciones soviético-británico-francesas se habían convertido en un gruñido sobre el Lejano Oriente y "asuntos completamente diferentes", Alemania lo tomó como una señal de que todavía había tiempo y esperanza para llegar a un acuerdo soviético-alemán. A las dos de la madrugada del 20 de agosto, Alemania y la Unión Soviética firmaron el acuerdo comercial datado el 19 de agosto en Berlín, que preveía el comercio de cierto equipamiento militar y civil alemán a cambio de materias primas soviéticas.
El acuerdo abarcaba los negocios "actuales", que implicaban obligaciones soviéticas de entregar 180 millones de reichsmarks en materias primas y el compromiso alemán de proporcionar a los soviéticos 120 millones de reichsmarks de bienes industriales alemanes.
Bajo el acuerdo, Alemania también concedió a la Unión Soviética un crédito de mercancía de 200 millones de Reichsmarks durante 7 años para ser financiado por el Banco de Descuento de Oro Alemán. El crédito debía utilizarse para financiar pedidos soviéticos de "nuevos negocios" en Alemania para incluir maquinaria, bienes manufacturados, materiales de guerra y moneda fuerte. Este préstamo sería 100% garantizado por el gobierno alemán con una tasa de interés del 5%.
Sin embargo, el acuerdo contenía un "Protocolo Confidencial", que estipulaba que el gobierno alemán reembolsaría el 0,5% de los intereses, haciendo que la tasa efectiva fuese del 4,5%. Los términos eran extremadamente favorables, a un 1,5-2,5% más bajos en comparación con las tasas de descuento que daban las líneas de crédito en los años 1920 y principios de 1930. La Unión Soviética comenzaría a pagar el préstamo con materias primas siete años después (a partir de 1946).

### Acuerdo político y protocolo adicional secreto

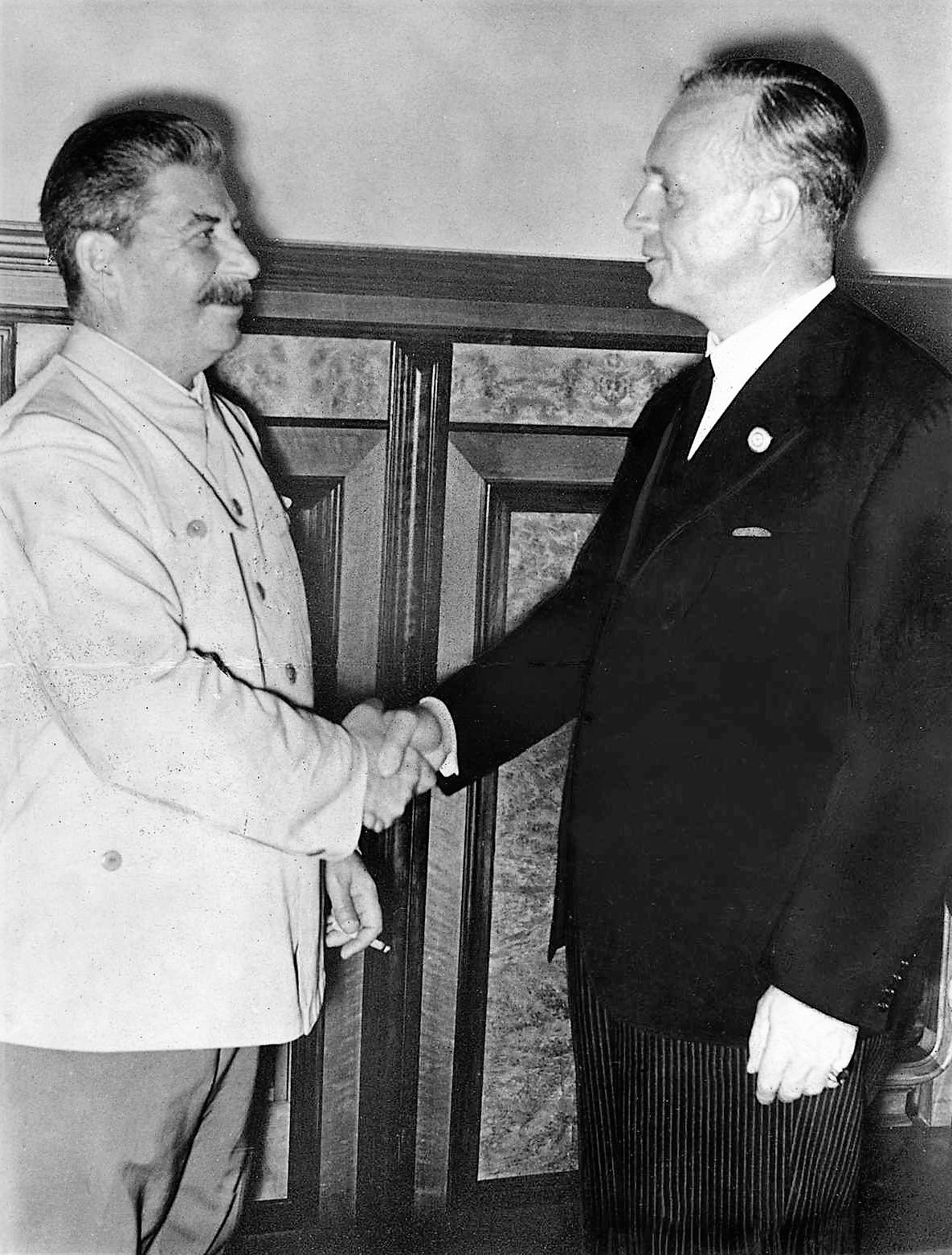
Stalin y Ribbentrop durante la firma del Pacto.

Karl Schnurre, funcionario del Ministerio de Relaciones Exteriores de Alemania, señaló en ese momento que "el movimiento de mercancías previsto en el acuerdo podría llegar a un total de más de mil millones de reichsmarks para los próximos años". Schnurre también escribió que "aparte de la importancia económica del tratado, su importancia reside en el hecho de que las negociaciones también sirvieron para renovar los contactos políticos con Rusia y que el acuerdo de crédito fue considerado por ambas partes como el primer paso decisivo en la remodelación de las relaciones políticas". El Pravda publicó un artículo el 21 de agosto declarando que el acuerdo comercial del 19 de agosto "puede aparecer como un paso serio en la causa de mejorar no sólo las relaciones económicas, sino también políticas entre la Unión Soviética y Alemania". Mólotov escribió en el Pravda que el acuerdo del 19 de agosto era "mejor que todos los tratados anteriores" y "nunca hemos logrado llegar a un acuerdo económico tan favorable con Reino Unido, Francia o cualquier otro país".
A comienzos de la mañana del 24 de agosto, la Unión Soviética y Alemania firmaron el acuerdo político y militar que acompañó al acuerdo comercial, el Pacto Ribbentrop-Mólotov. El pacto fue un acuerdo de no agresión mutua entre los países. Contenía un Protocolo adicional secreto que dividía los estados de Europa del Norte y del Este en "esferas de influencia" alemana y soviética. En esa época, Stalin consideraba que el acuerdo comercial era más importante que el pacto de no agresión.
En la firma, Ribbentrop y Stalin disfrutaron de cálidas conversaciones, intercambiaron brindis y abordaron las anteriores hostilidades entre los países en los años treinta.  Ellos caracterizaron al Reino Unido como siempre tratando de romper las relaciones soviético-alemanas, declarando que el pacto Antikomintern no estaba dirigido a la Unión Soviética, sino que en realidad apuntaba a las democracias occidentales y "asustó principalmente a la ciudad de Londres, es decir, a los financieros británicos, y a los tenderos ingleses".
En 2010, Timothy Snyder vinculó la mejora en las relaciones nazi-soviéticas en 1939 al objetivo de Stalin de interrumpir el pacto Antikomintern y librar la guerra en Japón. Snyder dijo:

"El 20 de agosto de 1939, Hitler envió un mensaje personal a Stalin, pidiéndole que recibiera a Ribbentrop no más tarde del 23. 
Ribbentrop se dirigió a Moscú, donde, como observaron tanto Orwell como Koestler, las esvásticas adornaban el aeropuerto de la capital de la patria del socialismo. 
Esto, el choque ideológico final que separó Koestler del comunismo, era en realidad un signo de que la Unión Soviética ya no era un estado ideológico. 
Los dos regímenes encontraron inmediatamente terreno común en su aspiración mutua de destruir Polonia... la Unión Soviética había acordado atacar Polonia junto con Alemania. [...] En agosto y septiembre de 1939, Stalin estaba leyendo mapas no sólo de Europa oriental, sino de Asia oriental. 
Había encontrado una oportunidad para mejorar la posición soviética en el Lejano Oriente. [...] Stalin ahora podía estar seguro de que ningún ataque germano-polaco venía del oeste... 
Los soviéticos (y sus aliados mongoles) atacaron a las fuerzas japonesas (y títeres Manchukuo)... el 20 de agosto de 1939. La política de Stalin de acercamiento con Berlín del 23 de agosto de 1939 también fue dirigida contra Tokio. 
El Pacto Ribbentrop-Mólotov entre Alemania y la Unión Soviética, firmado tres días después de la ofensiva, anuló el pacto Antikomintern entre Alemania y Japón. 
Incluso más que la derrota en el campo de batalla, la alianza nazi-soviética trajo un terremoto político a Tokio. El gobierno japonés cayó, al igual que varios más en los próximos meses. Una vez que Alemania parecía haber elegido a la Unión Soviética en lugar de a Japón como su aliado, el gobierno japonés se encontró en una situación inesperada y confusa... si la unión entre Moscú y Berlín se celebrara, el Ejército Rojo podría concentrar sus fuerzas en Asia en lugar de en Europa. [...] 
Hitler había dado a Stalin vía libre en Asia, y los japoneses sólo podían esperar que Hitler traicionara a su nuevo amigo. [...] Stalin había reemplazado al fantasma de un cerco alemán-polaco-japonés de la Unión Soviética con un muy real cerco germano-soviético de Polonia, una alianza que aisló a Japón".

## Eventos posteriores y comercio total

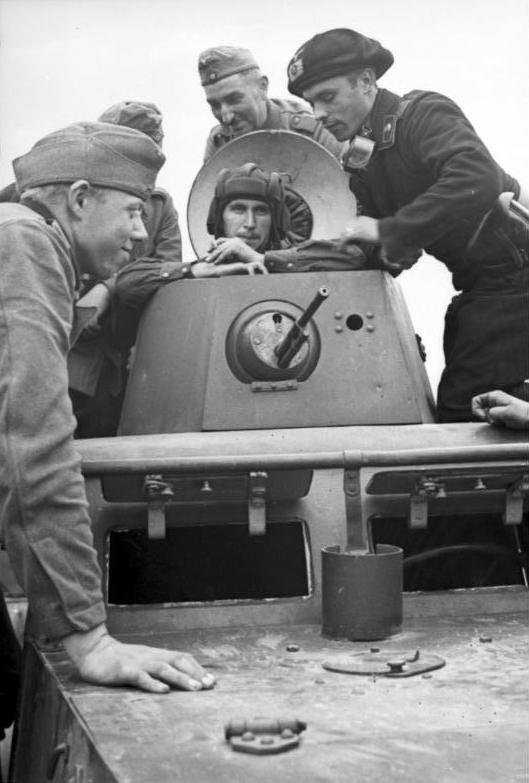
Soldados alemanes y soviéticos hablan en Brest, 20 de septiembre de 1939.

Después de la invasión alemana, para administrar el bloqueo económico de Alemania, se estableció el Ministerio Británico de Guerra Económica el 3 de septiembre de 1939. En abril de 1940, Reino Unido se dio cuenta de que el bloqueo parecía no estar funcionando debido a "fugas" en bloqueo con dos grandes "agujeros" en el mar Negro y el Mediterráneo proporcionados por varios países neutrales, incluida Italia.
| 1939                                               | 52,8 | 140,8 | 88,9 | 24,3 | 43,6 | 27,8 |
| *Importaciones alemanas en millones de reichsmarks |      |       |      |      |      |      |

El 17 de septiembre, el Ejército Rojo invadió y ocupó el este de Polonia, que representaba hasta el 70% de la producción de petróleo de Polonia antes de la guerra.
En octubre, tres socios comerciales alemanes, los estados bálticos Estonia, Letonia y Lituania, no tuvieron más remedio que firmar unos tratados llamados Pactos de defensa y asistencia mutua (véanse Tratado estonio-soviético de asistencia mutua, Tratado letón-soviético de asistencia mutua, Tratado lituano-soviético de asistencia mutua) que permitieron a la Unión Soviética colocar tropas en ellos.
Las tensiones germano-soviéticas también fueron planteadas por la invasión soviética de Finlandia iniciada en noviembre de 1939. Varios buques mercantes alemanes fueron dañados.
Alemania y la Unión Soviética continuaron las negociaciones económicas, militares y políticas a lo largo de la última mitad de 1939, lo que dio lugar a un mayor acuerdo comercial germano-soviético, que fue firmado el 11 de febrero de 1940.  Bajo ese acuerdo, la Unión Soviética se convirtió en un importante proveedor de materiales vitales para Alemania, incluyendo petróleo, manganeso, cobre, níquel, cromo, platino, madera y grano. También recibieron cantidades considerables de otras materias primas vitales, incluido el mineral de manganeso, junto con el tránsito de un millón de toneladas de soja de Manchuria. El 10 de enero de 1941, los países firmaron un acuerdo adicional modificando su acuerdo comercial de 1940, ajustando las fronteras y resolviendo otras disputas menores.

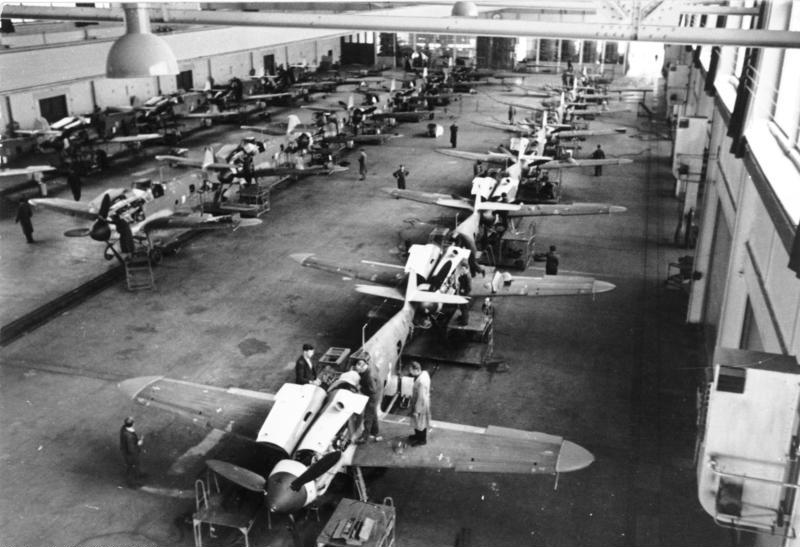
Lugar de producción de Me-109G-6, 1943.

Durante el primer período del acuerdo de 1940 (11 de febrero de 1940 al 11 de febrero de 1941) y el segundo (11 de febrero de 1941 hasta que se rompió el Pacto), Alemania recibió enormes cantidades de materias primas, incluyendo:
- 1.600.000 toneladas de grano
- 900.000 toneladas de aceite
- 200.000 toneladas de algodón
- 140.000 toneladas de manganeso
- 200.000 toneladas de fosfatos
- 20.000 toneladas de menas de cromo
- 18.000 toneladas de goma
- 100.000 toneladas de sojas
- 500.000 toneladas de menas de hierro
- 300.000 toneladas de chatarra y hierro en barras
- 2000 kilogramos de platino

En agosto de 1940, las importaciones soviéticas comprendían más del 50% de las importaciones totales de ultramar de Alemania, que en ese momento se redujeron a 20,4 miles de toneladas.
Las relaciones comerciales terminaron cuando Alemania comenzó la Operación Barbarroja e invadió la Unión Soviética el 22 de junio de 1941. Los diversos artículos que la Unión Soviética envió a Alemania entre 1939 y 1941 en cantidad significativa, pudieron ser sustituidos u obtenidos por el aumento de las importaciones de otros países.
Sin las entregas soviéticas de estos artículos importantes, Alemania apenas podría haber atacado a la Unión Soviética, y mucho menos acercarse a la victoria, incluso con un racionamiento más intenso.